# Ravenswood
Ravenswood é uma série de televisão americana de drama e suspense, é um spin-off de Pretty Little Liars, exibida pelo canal ABC Family (atualmente Freeform). O protejo foi anunciado em 26 de março de 2013 e desenvolvido por I. Marlene King, Oliver Goldstick e Joseph Dougherty. Sua estreia ocorreu em 22 de outubro do mesmo ano, após o episódio de Halloween de Pretty Little Liars, e terminou em 4 de fevereiro de 2014.
É a primeira série spin-off de Pretty Little Liars e a segunda série da franquia. A série começou a ser filmada em 21 de agosto de 2013, em Nova Orleans, Luisiana. Ravenswood ocorre durante os eventos da quarta temporada da série original.
Em 14 de fevereiro de 2014, a série foi oficialmente cancelada devido os baixos índices de audiência.

## Sinopse
Situado na cidade fictícia de Ravenswood, Pensilvânia, a série segue cinco estranhos cujas vidas se entrelaçam por uma maldição mortal que atormenta sua cidade há gerações. Eles tendem a ter que cavar no passado sombrio da cidade para resolver a misteriosa maldição.

## Elenco

### Principal
- Nicole Gale Anderson como Miranda Collins / Original Miranda (Miranda Original): Miranda encontra Caleb em um ônibus para Ravenswood, onde ela vai encontrar seu tio, Raymond Collins, seu último parente restante. Entrando na casa de seu tio, ela ajuda Hanna a escapar, sem saber que ela é namorada de Caleb. Miranda também encontra uma lápide com seu nome e foto.
- Tyler Blackburn como Caleb Rivers / Original Caleb (Caleb Original): Caleb conhece Miranda no ônibus para Ravenswood, onde vai ajudar sua namorada, Hanna Marin. Depois que Hanna conhece Miranda e ouve sua história, ela pede a Caleb para ficar em Ravenswood para ajudar Miranda. Caleb encontra uma lápide com seu nome e foto no cemitério da cidade e jura ficar até descobrir o que isso significa.
- Steven Cabral como Raymond Collins: O tio de Miranda que dirige uma casa funerária. Ele mandou Miranda para um orfanato quando seus pais morreram há mais de 10 anos. Miranda vai até Ravenswood para encontrá-lo.
- Brett Dier como Luke Matheson: O irmão gêmeo de Olivia e o namorado de Remy. Luke não confia nos amigos de sua irmã gêmea e jura proteger tanto sua mãe quanto sua irmã como o homem de sua família.
- Britne Oldford como Remy Beaumont: Uma funcionária do Ravenswood Gazette, o jornal da cidade, onde seu pai é o editor-chefe, que ajuda Caleb a encontrar o registro de morte de seu sósia. Remy é namorada de Luke e é a primeira a formar uma teoria sobre a maldição.
- Luke Benward como Dillon Sanders: Ex-namorado de Olivia. No final da série, ele é revelado como o assassino do pai de Olivia, e é atropelado por um trem no final do episódio.
- Merritt Patterson como Olivia Matheson: A irmã gêmea de Luke. Olivia está mais aberta do que seu irmão. Ela se preocupa com o que as pessoas pensam de sua mãe, mas isso não a impede de viver sua vida. Olivia namorou Dillon anteriormente, mas o relacionamento terminou depois que ela descobriu que Dillon matou seu pai.

### Recorrente
- Meg Foster como Carla Grunwald: Uma residente obstinada e teimosa de 10 anos de Ravenswood que costumava ser uma dona de casa para uma irmandade universitária. Ela repete seu papel de Pretty Little Liars. Ela tem um senso paranormal e pode ver fantasmas quando dorme à noite. Ela tenta fazer contato com Alison DiLaurentis e outros residentes falecidos de Rosewood.
- Henry Simmons como Simon Beaumont: Pai de Remy que desconfia de pessoas de fora.
- Sophina Brown como Terry Beaumont: Mãe de Remy. Ela voltou para casa recentemente de uma implantação militar e está lutando contra a culpa de um sobrevivente. Como os sobreviventes anteriores, Terry pode ser a razão da quase morte de sua própria filha.
- Haley Lu Richardson como Tess Hamilton: A ex-melhor amiga de Olivia que não está envolvida na maldição. Tess aposta sua posição de abelha rainha com Olivia fora do trono.
- Laura Allen como Rochelle Matheson: A mãe de Luke e Olivia. Ela é uma mulher confiante e é a principal suspeita do assassinato de seu marido.
- Justin Bruening como Benjamin Price: Um professor na Ravenswood High School.
- Jay Huguley como Chief Tom Beddington.
- Corrina Roshea como a fantasma Eduardiana.
- Mary Elise Hayden como Bea Hamilton: A falecida mãe de Carla.
- Griff Furst como Gabriel Abaddon

### Convidado
- Ashley Benson como Hanna Marin: A ex-namorada de Caleb. Benson repete seu papel da série mãe Pretty Little Liars. (episódios 5 e 10)[8]

## Desenvolvimento e produção
Em 26 de março de 2013, a ABC Family anunciou uma série spin-off de Pretty Little Liars, ambientada em uma cidade fictícia de Ravenswood da série original. A série está programada para estrear em 22 de outubro de 2013, após o episódio especial de Halloween de Pretty Little Liars "Grave New World".

### Seleção de elenco
Em 30 de abril de 2013, foi revelado que Tyler Blackburn iria reprisar seu papel em Pretty Little Liars como Caleb Rivers em Ravenswood. Em 6 de maio de 2013, foi revelado que Brett Dier e Elizabeth Whitson interpretariam os gêmeos, Abel e Olivia, na série. Posteriormente, foi declarado que o personagem de Abel havia sido renomeado como Luke. Em 7 de maio de 2013, foi anunciado que Merritt Patterson se juntaria a série como a melhor amiga de Olivia, Tess Hamilton. Em 10 de maio de 2013, foi anunciado que Nicole Gale Anderson se juntaria a série como Miranda Collins. Em maio de 2013, foi anunciado que Meg Foster se juntaria ao elenco como Sra. Grunwald residente em Ravenswood, que fez sua primeira aparição no episódio da quarta temporada "Under the Gun" de Pretty Little Liars. Em 16 de julho de 2013, foi anunciado que Merritt Patterson substituiria Elizabeth Whitson no papel de Olivia. Whitson deixou Ravenswood e Patterson mudou de função. Em agosto de 2013, foi anunciado que Steven Cabral se juntou ao elenco como Raymond Collins, Luke Benward se juntou ao elenco como Dillon, Henry Simmons se juntou ao elenco como Simon Beaumont, Sophina Brown se juntou ao elenco como Terry Beaumont e Haley Lu Richardson se juntou ao elenco como um substituto para o antigo papel de Patterson de Tess. Em 27 de agosto de 2013, foi anunciado que Justin Bruening se juntou ao elenco como Benjamin Price. Em outubro de 2013, Jay Huguley foi anunciado para se juntar ao elenco como o chefe de polícia Tom Beddington. Em novembro de 2013, Mary Elise Hayden se juntou ao elenco como Bea Hamilton.

### Filmagens
As filmagens começaram em 21 de agosto de 2013, em Nova Orleans, Luisiana.

## Episódios

### Início do piloto (2013)
| N.º na série | N.º na temp. | Título            | Dirigido por    | Escrito por                                          | Exibição original     | Audiência EUA (milhões) |
| --- | ------------ | ----------------- | --------------- | ---------------------------------------------------- | --------------------- | ----------------------- |
| 84 | 13           | "Grave New World" | Ron Lagomarsino | Joseph Dougherty, Oliver Goldstick & I. Marlene King | 22 de outubro de 2013 | 3.18                    |
| Aria, Emily, Hanna e Spencer invadem a Celebração do Dia dos Fundadores de Ravenswood após a revelação de que Alison poderia estar viva. Ezra também está lá e é visto vestido com um uniforme de soldado da Primeira Guerra Mundial. As garotas vêem a Casaco Vermelho e tentam segui-la, mas ela foge antes que elas possam chegar até ela. Caleb chega em Ravenswood e conhece Miranda e eles se unem. Hanna se separa do resto das Liars e se vê presa em uma cabine telefônica, onde vê Alison através do vidro antes de ser atacada por "A". Spencer também é atacada em uma estufa por Ezra, que está vestido com seu uniforme da Primeira Guerra Mundial, onde ela corta sua mão. A Sra. Grunwald diz às meninas que uma delas foi tocada por quem Alison mais temia. Isso sugere que o Cara da Bermuda atacou Spencer e Alison. Caleb decide ficar em Ravenswood depois de descobrir o nome dele e de Miranda e as fotos nos túmulos. Os pneus de Spencer são cortados e Ezra, suspeitosamente, pega as Liars. Uma vez de volta em Rosewood, as Liars vêem Casaco Vermelho novamente e a seguem até o quintal de Spencer, onde ela tira o capuz. É Alison, viva e bem. Ela diz a eles que ainda não pode voltar para Rosewood porque não é seguro. Ezra aparece com o telefone de Aria e, quando elas se voltam, Alison já foi embora. As Liars estão perplexas com o desaparecimento de Alison mais uma vez. Este episódio também serve como um backdoor do spin-off da série Ravenswood. |              |                   |                 |                                                      |                       |                         |

### 1.ª Temporada (2013–14)
| N.º | Título                                                         | Dirigido por    | Escrito por                                          | Exibição original      | Audiência EUA (milhões) |
| --- | -------------------------------------------------------------- | --------------- | ---------------------------------------------------- | ---------------------- | ----------------------- |
| 1 | "Pilot"                                                        | Ron Lagomarsino | Joseph Dougherty, Oliver Goldstick & I. Marlene King | 22 de outubro de 2013  | 2.12                    |
| Quando Miranda e Caleb chegam a Ravenswood, eles encontram lápides com seus nomes e fotos. Miranda vai atrás de seu tio para encontrar algumas respostas sobre seu passado e seus pais. Enquanto isso, Olivia e Luke, que perderam seu pai, têm que apoiar sua mãe porque as pessoas na cidade pensam que ela o matou. Quando Caleb conhece Remy, ele pede ajuda sobre as lápides que Remy aceita. Caleb, Miranda e Remy descobrem parte da história por trás de suas lápides. Na cena final, Remy leva Caleb, Miranda, Olivia e Luke sobre uma ponte. Miranda vê a mesma figura (fantasma:) que ela viu durante o episódio, causando uma distração, então o carro sai da ponte e entra na água. |                                                                |                 |                                                      |                        |                         |
| 2 | "Death and the Maiden"                                         | Rob Hardy       | Joseph Dougherty                                     | 29 de outubro de 2013  | 1.10                    |
| Após o acidente, os médicos não conseguiram salvar Miranda e ela faleceu. Logo após sua morte, Caleb começa a ver Miranda, que ele pensa que são apenas sonhos. Luke mostra a Olivia uma carta que ele encontra e pensa que sua mãe estava traindo seu pai. Caleb então olha para tirar as coisas de Miranda do carro de Remy e pede ajuda a ela. Quando os dois pegam a bolsa de Miranda são perseguidos por um cachorro, mas Luke aparece para salvá-los. O tio de Miranda pede a Caleb que fique com eles na casa, o que ele aceita. Enquanto isso, Olivia é coroada Rainha do Baile e quando vai para a sessão de fotos, ela percebe que Tess está namorando Springer. Remy quase morre quando ela fica sonâmbula novamente. Na cena final, Miranda explica a Caleb por que e como ele a está vendo e que ela morreu na ambulância. |                                                                |                 |                                                      |                        |                         |
| 3 | "Believe"                                                      | Ron Lagomarsino | Jill Blotevogel                                      | 5 de novembro de 2013  | 1.03                    |
| Após o funeral de Miranda, Caleb diz a Remy, Luke e Olivia que a viu. Os quatro decidem que é hora de ficarem juntos para sua segurança. O tio de Miranda permite que Caleb fique na casa de hóspedes. Os cinco adolescentes chamam o espírito de um morto que lhes dá algumas respostas. No final do episódio todos eles podem ver Miranda que está misteriosamente brilhando. |                                                                |                 |                                                      |                        |                         |
| 4 | "The Devil Has a Face"                                         | Arlene Sanford  | Oliver Goldstick                                     | 12 de novembro de 2013 | 1.07                    |
| Como Luke ainda estava nervoso com o que testemunhou durante a sessão, ele procurou por algo que o distraísse. No entanto, ele percebe que pode não haver como escapar do que está assombrando o grupo. Luke fica surpreso ao encontrar um terreno comum com Tess quando eles trabalham juntos na peça. Olivia se liga a Miranda e fica surpresa ao descobrir que suas famílias podem ter uma história em comum. Caleb conhece um parente há muito perdido na esperança de compreender melhor sua situação atual, mas fica preso entre a nova e a velha lealdade quando luta para compartilhar o que está acontecendo em Ravenswood com sua namorada, Hanna. E Miranda acha que pode ter finalmente encontrado o que estava procurando, sua mãe.                                                                                        |                                                                |                 |                                                      |                        |                         |
| 5 | "Scared to Death"                                              | Norman Buckley  | I. Marlene King                                      | 19 de novembro de 2013 | 1.11                    |
| Caleb está tentando encontrar Miranda, mas chega a um beco sem saída quando o endereço que ele recebe acaba sendo um gramado vazio. Remy acorda no porão de um prédio antigo onde um casal teria se enterrado atrás de uma parede na esperança de ressuscitar o Caleb e Miranda originais. O grupo finalmente chega ao endereço certo para salvar Miranda no último minuto antes que o prédio desmorone. Acontece que uma menina de vermelho e o namorado de Olivia (Dillon) estão por trás da trama contra o grupo. |                                                                |                 |                                                      |                        |                         |
| 6 | "Revival"                                                      | Mick Garris     | Nelson Soler                                         | 7 de janeiro de 2014   | 1.69                    |
| Caleb tenta dar sentido ao tempo que passou com Miranda; Enquanto isso, Miranda busca respostas na Sra. Grunwald. Os sonhos de Remy atraem a atenção de um ser perigoso; Olivia falha em ver as verdadeiras intenções de Dillon. |                                                                |                 |                                                      |                        |                         |
| 7 | "Home is Where the Heart Is – Seriously Check the Floorboards" | Janice Cooke    | Sean Reycraft                                        | 14 de janeiro de 2013  | 1.13                    |
| Miranda ganha uma visão sobre Grunwald quando ela conhece Beatrice "Bea" Stevens (Mary Elise Hayden), a mãe de Grunwald que morreu aos 17 anos, o pai de Caleb vem para Ravenswood depois que seu último parente vivo morre deixando uma casa para seu pai. O sono de Remy fica feio ao prejudicar seu pai. Tess estende a mão para Olivia. Laços de eventos do passado e do presente são desfeitos. |                                                                |                 |                                                      |                        |                         |
| 8 | "I'll Sleep When I'm Dead"                                     | Mick Garris     | Jill Blotevogel & Zachary Dodes                      | 21 de janeiro de 2014  | 1.23                    |
| Remy procura ajuda em uma clínica do sono depois de machucar seu pai durante o sono. Miranda descobre novas consequências por deixar a casa dos Collins após quebrar um frasco. Caleb busca uma lição sobre a história da cidade de Ravenswood com o Sr. Price. |                                                                |                 |                                                      |                        |                         |
| 9 | "Along Came a Spider"                                          | Joshua Butler   | Oliver Goldstick & Francesca Rollins                 | 28 de janeiro de 2014  | 1.05                    |
| Uma prisão é feita no assassinato de Luke e o pai de Olivia leva Dillion para ajudá-la; Miranda tenta descobrir o segredo da Família Collins; Enquanto isso, Caleb começa a estudar em Ravenswood. |                                                                |                 |                                                      |                        |                         |
| 10 | "My Haunted Heart"                                             | Ron Lagomarsino | Joseph Dougherty                                     | 4 de fevereiro de 2014 | 1.39                    |
| Hanna Marin chega e exige que Caleb conte a ela a verdade sobre o que está acontecendo em Ravenswood. Enquanto isso, Luke e Olivia descobrem que a verdade sobre o que aconteceu com seu pai e Remy desaparece. Hanna conhece Max, que ela viu anteriormente. O tio de Miranda tenta salvá-los liberando o Caleb Rivers Original, que acredita que Miranda é a Miranda Original. |                                                                |                 |                                                      |                        |                         |

## Recepção

### Resposta da crítica
No agregador de resenhas Rotten Tomatoes, a série tem um índice de aprovação de 75% com base em 12 resenhas, com uma classificação média de 6,06/10. O consenso do site diz: "Mais sombrio do que o esperado de um spin-off de Pretty Little Liars, Ravenswood legitimamente provoca arrepios e surpresas com um elenco jovem e atraente."
O crítico de televisão David Hinckley do New York Daily News deu ao programa 3 de 5 estrelas, dizendo que o programa era "divertido e mais assustador do que seu programa original". Scott D. Pierce do The Salt Lake Tribune disse que o programa foi "ridículo, mas pode ser divertido". Margaret Lyons, da New York Magazine (Vulture) afirma que a série "apenas atende às expectativas genéricas e precisa nos mostrar mais do que piadinhas baratas se quiser evitar o cancelamento..."